# Piaski (rejon łucki)
Piaski (ukr. Піски) – wieś na Ukrainie w rejonie łuckim obwodu wołyńskiego.

## Historia
W okresie międzywojennym wieś znajdowała się w granicach II RP. Do 1934 w granicach miasta Beresteczko (do 1925 w powiecie dubieńskim), od 15 kwietnia weszła w skład gminy Beresteczko w powiecie horochowskim, w województwie wołyńskim.
Do 2020 w rejonie horochowskim. 